# فلیس
فلیس (به آلمانی: Fließ) یک منطقهٔ مسکونی در اتریش است که در ناحیه لاندک واقع شده‌است. فلیس ۴۷٫۵۶ کیلومتر مربع مساحت دارد ۱٬۰۷۳ متر بالاتر از سطح دریا واقع شده‌است.